# Défixion
 (septembre 2023).

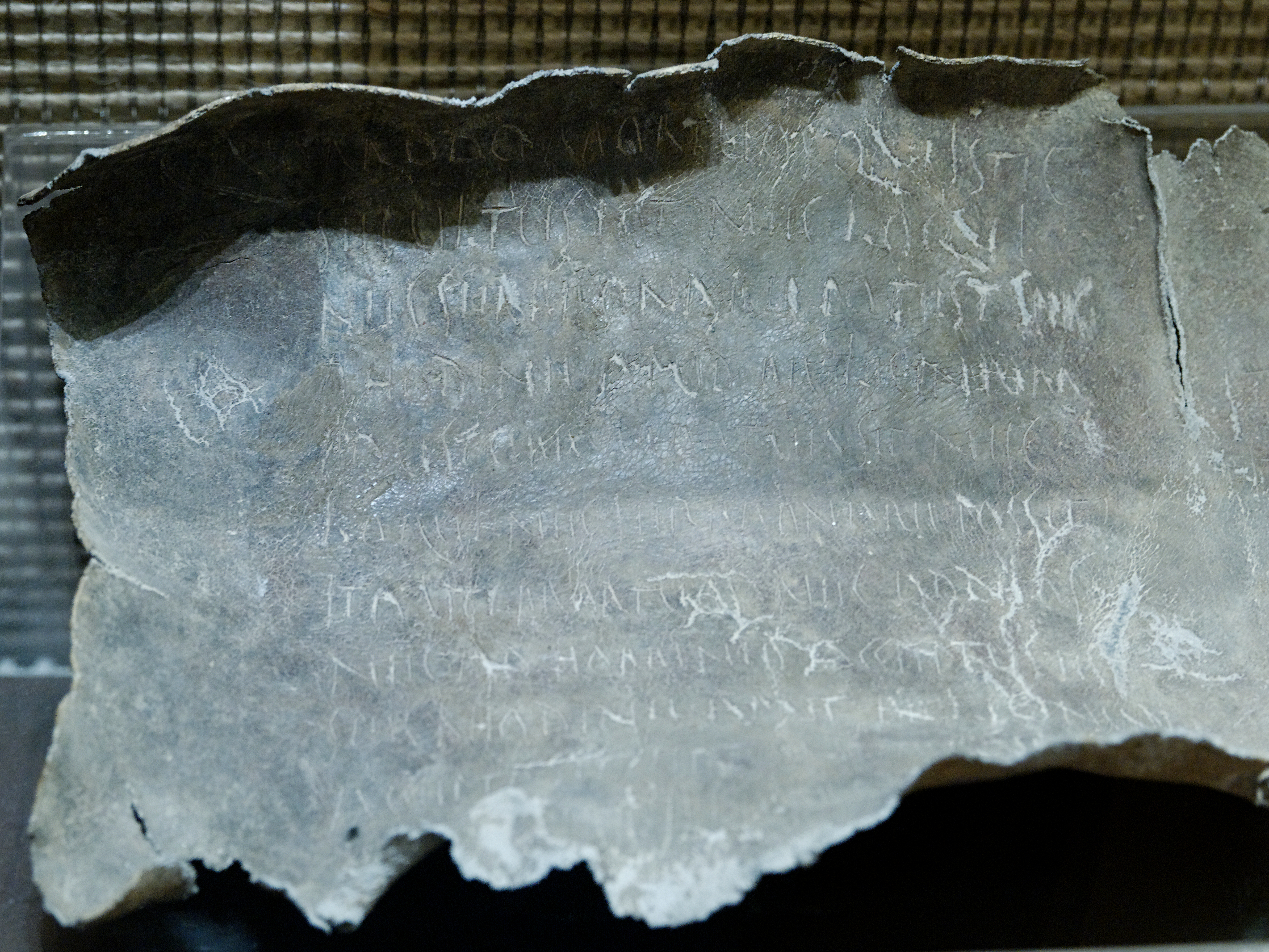
Tablette de défixion (Ier siècle) invoquant Dis Pater

Une tablette de défixion, du latin defixio (clouer, figer, fixer), et en grec ancien κατάδεσμος / katádesmos (envoûtement), appelée aussi tablette de malédiction ou tablette d’envoûtement, est un support avec une inscription  destinée à nuire à une personne ou à plusieurs. Il s'agit du type de témoignage le plus répandu qui nous soit parvenu de la magie antique. En effet, environ 2 000 exemplaires sont recensés à ce jour, s’étalant du VIe siècle av. J.-C. pour le document le plus ancien au VIe siècle, et cela dans l’ensemble du monde gréco-romain.
Attestée dans la littérature, la pratique consiste littéralement à « clouer », « lier », une personne ou parfois un animal. Comme le précise Fritz Graf : « L’objectif habituel de la défixion est donc de soumettre un autre être humain à sa volonté, de le rendre incapable d’agir selon son propre gré. », pratique dorénavant appelée envoûtement.

## Artefacts utilisés
Malgré une variété normale vu le nombre important d’exemplaires trouvés, les tablettes de défixion répondent généralement à un certain nombre d’impératifs et reprennent des formes préétablies. Ainsi, s’il n’est pas le seul à avoir été utilisé, c’est toutefois le plomb qui semble avoir eu la préférence des magiciens comme support. Les raisons de ce choix sont multiples et relèvent aussi bien de la pratique que de la symbolique. En effet, métal froid et sombre, il se trouvait notamment lié par sympathie aux mondes cachés. Mais plus encore, le plomb est malléable, facile à graver et résistant aux outrages du temps, à l’image de la pratique qui se veut souvent éternelle. Il était de plus d’un coût relativement faible, étant le plus souvent dérobé aux canalisations servant à alimenter les cités en eau. Mais des tablettes en bronze, étain, etc. et sur papyrus en Égypte ont aussi été découvertes, ce qui prouve que l’importance de la parole écrite devenue opérante est supérieure que le support en lui-même.
Les sépultures ont fourni un grand nombre de tablettes, que ce soit à Athènes au Céramique, en Sicile ou même à Carthage. Les exécutants allaient jusqu’à utiliser le tuyau à libation en terre cuite qui reliait les cippes funéraires à l’extérieur pour y introduire les tablettes, obligeant les familles des défunts à une certaine vigilance. Les puits et les sources étaient aussi tout particulièrement prisés, comme le montre le manuscrit VII des Papyrus grecs magiques, à l’image de la source des Roches à Chamalières où a été découverte une tablette rédigée en langue gauloise ; à Bath aussi des dizaines de tablettes ont été trouvées dans la source sacrée. Des tablettes ont également été trouvées dans des sanctuaires, c'est par exemple le cas du sanctuaire d'Isis et de Mater Magna de Mayence dont une fosse à offrandes a livré 34 tablettes de défixion, l'ensemble le plus important d'Allemagne. 
D’autres objets aux caractères délibérément magiques pouvaient éventuellement accompagner les feuilles de plomb ou de papyrus. Le cas le plus fréquent est celui de clous comme signalé plus haut. Plus rarement, des morceaux d’étoffe, des cheveux ont été trouvés, restes de ce qui constituait l’ousia, ce matériel magique provenant de la personne visée. Mais le cas le plus intéressant est peut-être celui de figurines d’envoûtement dont plusieurs exemples ont été découverts, le plus souvent en compagnie de tablettes. Celles-ci pouvaient être schématiques à l’image de celles provenant de Karystos, Mayence ou Tell-Sandhahana ou plus réalistes. Faites alors en terre cuite, elles étaient transpercées d’aiguilles dans différentes parties anatomiques et la personne était représentée liée, entravée en vertu de la croyance à la  "sympathie".

## Domaines d'action
Le champ d’action des tablettes était très vaste. Il touchait tous les domaines des passions humaines. Il est cependant possible de distinguer quatre grandes familles :
- les defixiones iudicariae, courantes dans l’Athènes des Ve  et  IVe siècles av. J.-C., qui tentaient de nuire aux adversaires dans le cadre d’un procès. L’étude menée par G. Ottone, s’appuyant entre autres sur le fait que c’est le plus souvent la partie adverse qui est mise en cause et rarement les juges, laisse penser qu’elles appartiennent à la phase d’instruction et sont donc antérieures au procès lui-même ;
- les defixiones amatoriae visent à attirer une personne aimée, le plus souvent de manière définitive et immédiate, ou à causer tort à un rival en amour : l'une des plus célèbres est la tablette de Pella, rédigée en ancien macédonien au IVe siècle av. J.-C. ;
- les defixiones agonisticae, attestées essentiellement à l’époque impériale, dont le contexte est clairement celui du théâtre ou du cirque. À ce groupe on peut adjoindre les defixiones contre des concurrents économiques, qui relèvent de la même logique ;
- enfin les défixions visant un voleur ou un calomniateur.

## Historiographie
On voit l’intérêt que représentent pour les historiens de tels documents qui renseignent à la fois sur les pratiques magiques et sur la vie des sociétés qui n’hésitaient pas à y recourir, cela dans toutes les classes sociales puisque, entre autres exemples, Tacite rapporte que Cn. Calpurnius Pison fut accusé d'avoir utilisé des maléfices contre Germanicus, tandis que, dans le sable d'une tombe de la nécropole d'Ostie, une lamelle de plomb percée de cinq trous portait les noms de neuf femmes, toutes esclaves et coiffeuses.

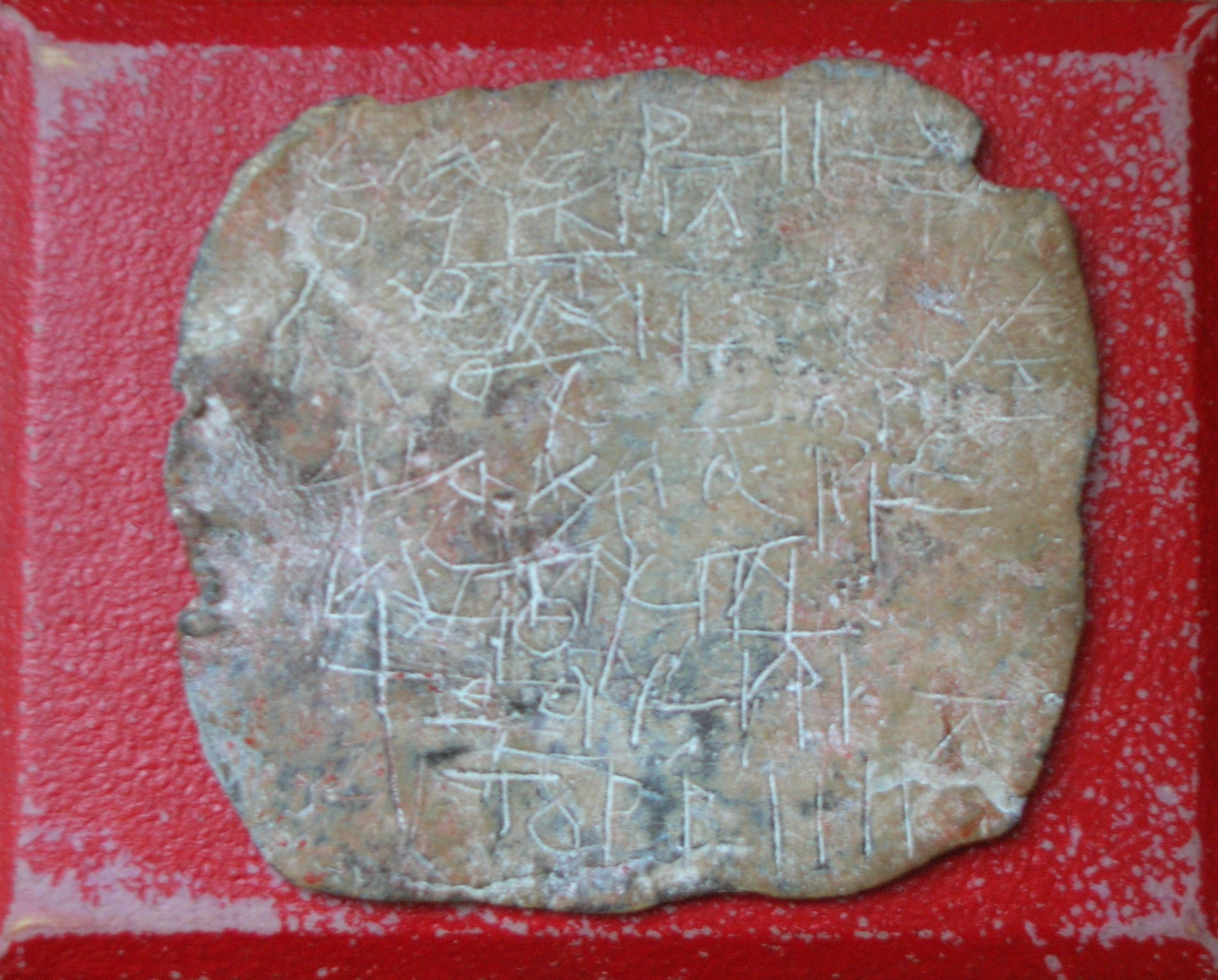
Tablette d'Eyguières, Bouches-du-Rhône
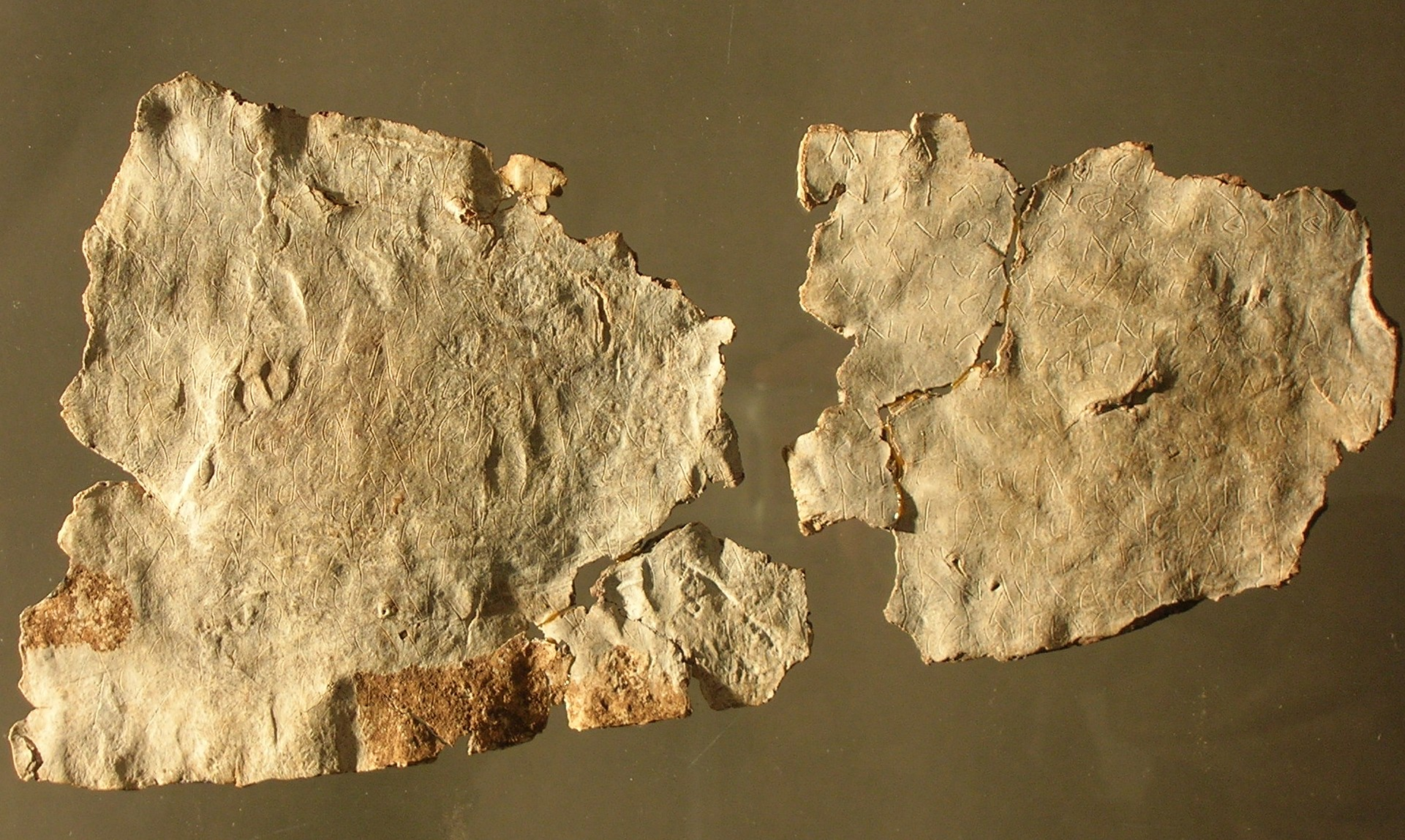
Tablette de l'Hospitalet-du-Larzac conservée au musée de Millau (Aveyron).
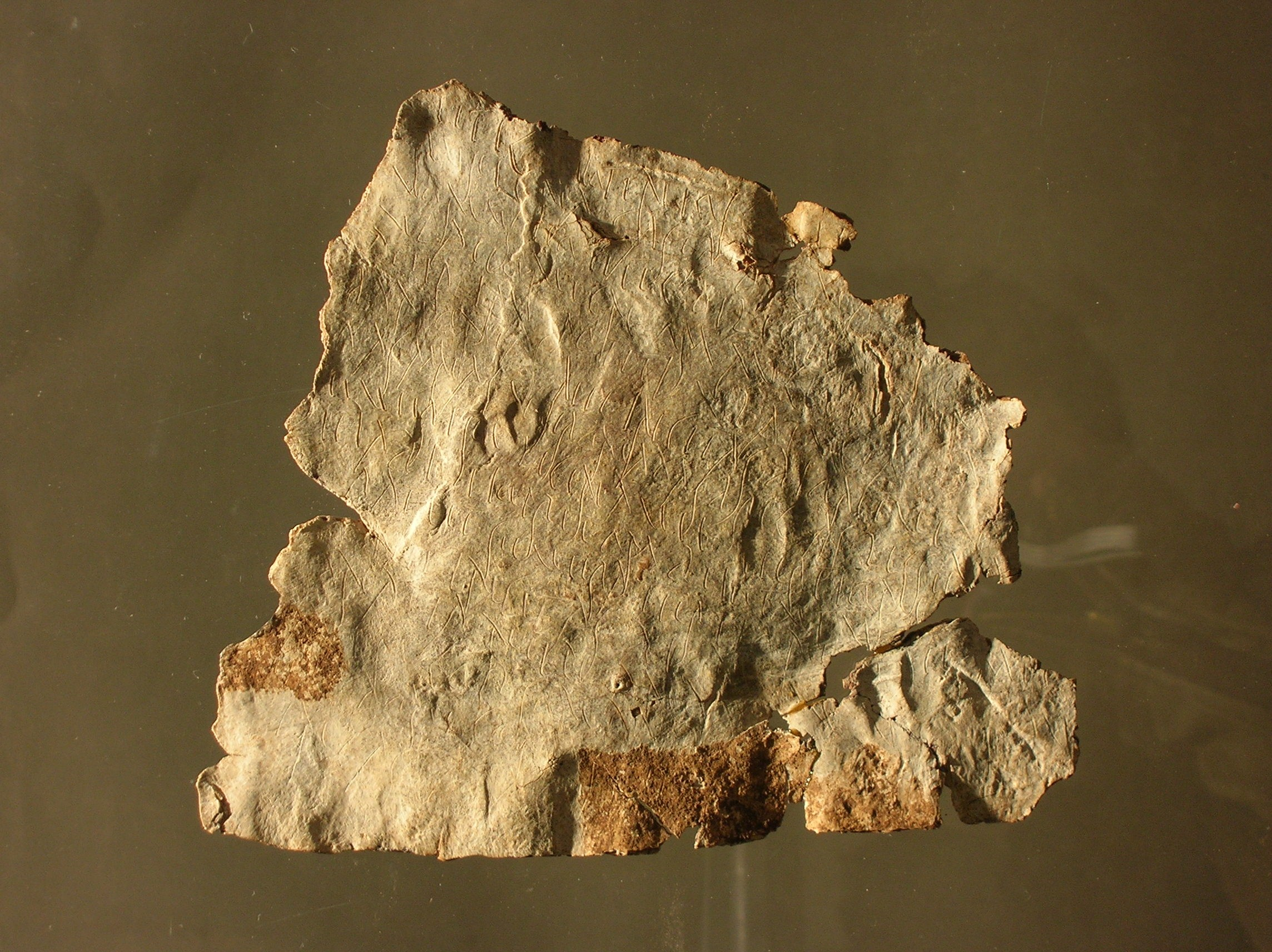
Fragment de la tablette de l'Hospitalet-du-Larzac, conservé au musée de Millau (Aveyron).
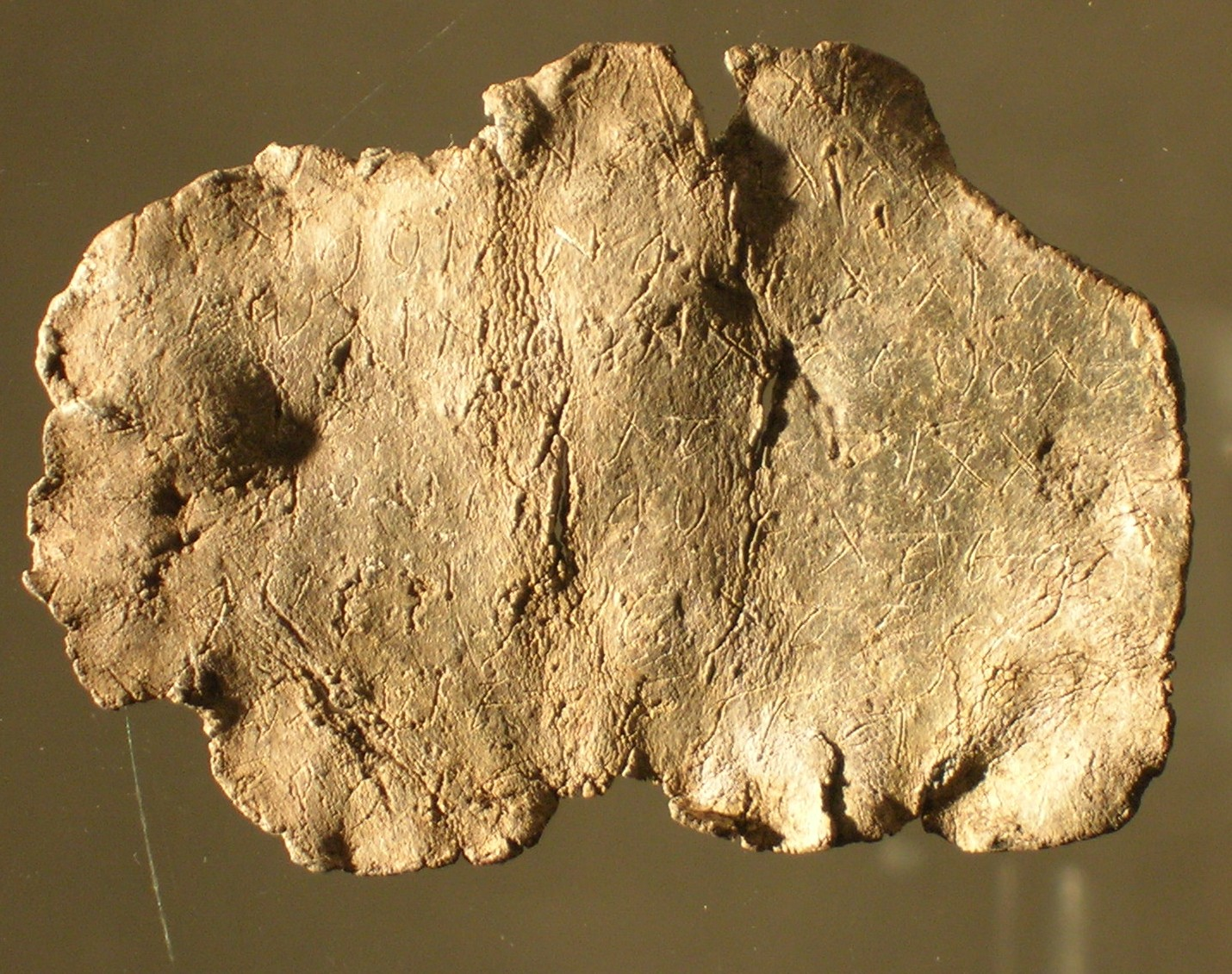
Tablette de plomb provenant de l'oppidum de La Granède (Aveyron).
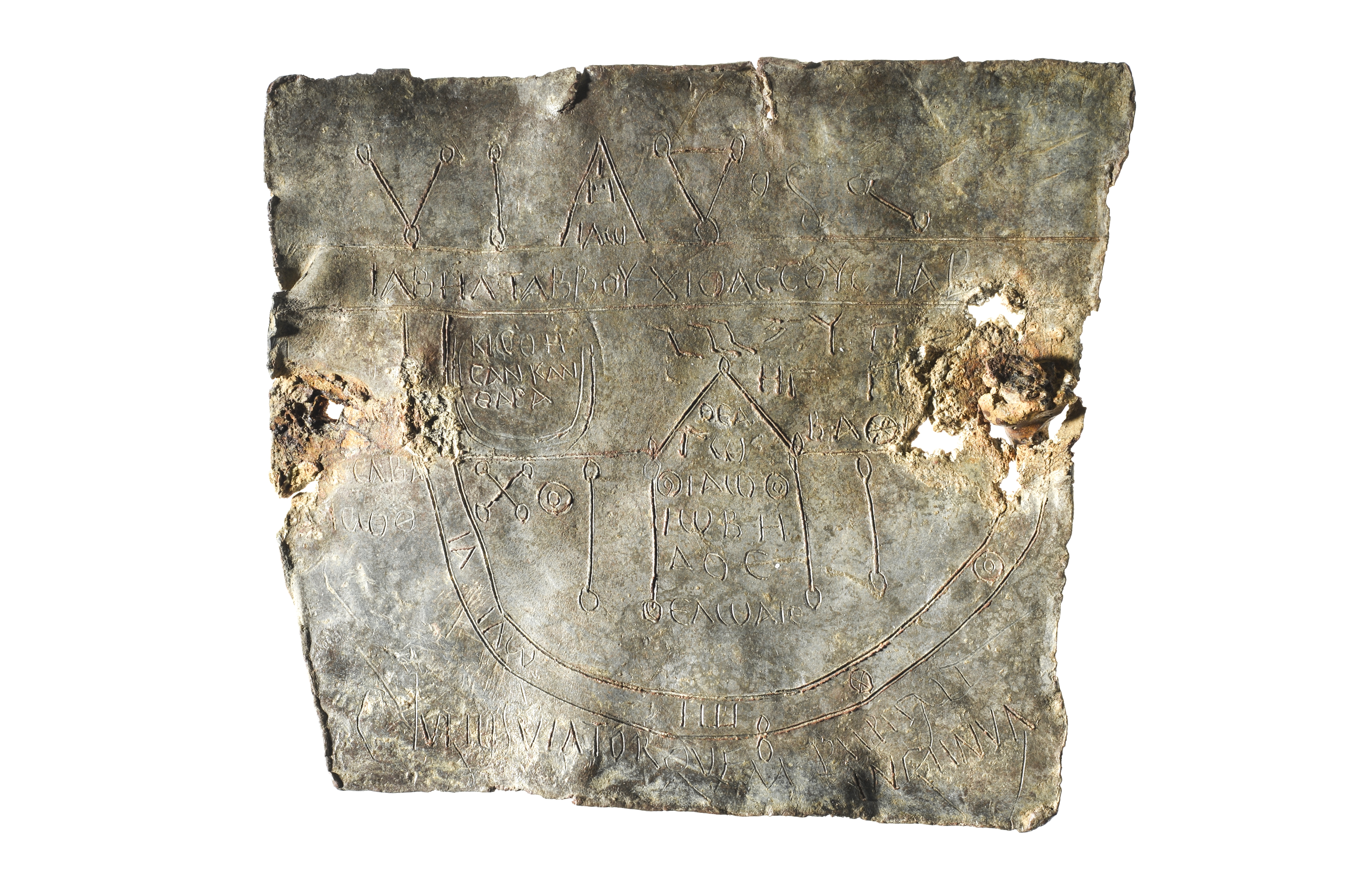
Tablette de défixion trouvée à Tongres et conservée au Musée gallo-romain de Tongres (Belgique).

## Apport à la connaissance de la langue gauloise
Les tablettes retrouvées sur le territoire de la Gaule sont généralement rédigées en latin, toutefois un petit nombre présentent des inscriptions complètes ou partielles en langue gauloise, en alphabet latin ou grec. C'est le cas notamment du plomb du Larzac et de la tablette de Chamalières, qui font chacun partie des plus longs textes en langue gauloise actuellement connus. De nouvelles tablettes rédigées en gaulois ont aussi été exhumées à Orléans de 2022 à 2024 dans une nécropole romaine située sur le site de l’ancien hôpital Porte Madeleine,.
Bien que toutes ces inscriptions utilisent souvent un vocabulaire assez spécifique avec de nombreux noms propres et que leur traduction exacte fasse toujours l'objet de différentes hypothèses, elles constituent des objets essentiels pour le déchiffrement de la langue gauloise.